# 2001年 言葉の見世物
2001年 言葉の見世物（2001ねん ことばのみせもの）は、フジテレビで2001年の年末深夜に放送していた2時間の特別番組。

## 概要
石橋蓮司扮する見世物小屋の怪しい主人が2001年の一年間に起こった世の中の様々な出来事（政治や事件、トレンドなど）をVTRで紹介していく。

舞台設定が昭和時代の見世物小屋を再現していて、突然舞台でストリップショーの様な事も演じられていた。

## 出演者
- 石橋蓮司　ほか

ナレーター
- 松尾スズキ
- 高乃麗

## 主なスタッフ
- 企画：高橋松徳（フジテレビ）
- 構成：高瀬真尚、吉野宏、古井知克、マツピロ、古林壮太　ほか
- リサーチ：喜多あおい　ほか
- 技術プロデューサー：高瀬義美
- 照明：FLT
- 編集：石井謙作、村原太
- ＭＡ：阿部友哉
- 音効：佐藤裕二、松田創
- 技術協力：ニューテレス、ARTPLAZA、KRエンタープライズ（オフィス・ケーアールの関連企業）
- ＡＤ：大楽和也、元藤稔
- ディレクター：森口みち子、飯塚一志、吉田竜二
- 演出：山下美紀子
- プロデューサー：小島美佳、河合徹（フジテレビ）
- 制作：フジテレビ（ロゴマークの目玉のみ）、ジーワン

ナレーターの高乃麗と番組一部スタッフは2002年春にフジテレビで放送された『知的探検スペシャル 稲垣吾郎の音楽狂時代』も制作した。